# Nyctemera chloroplaca
Nyctemera chloroplaca är en fjärilsart som beskrevs av Edward Meyrick 1898. Nyctemera chloroplaca ingår i släktet Nyctemera och familjen björnspinnare. Inga underarter finns listade i Catalogue of Life.